# Lac Fitri
Le lac Fitri est un lac situé dans le centre sahélien du Tchad. Il a été désigné site Ramsar le 13 juin 1990.